# Toru Kitamura
Toru Kitamura –en japonés, 北村徹, Kitamura Toru– (1960–10 de diciembre de 2010) fue un deportista japonés que compitió en ciclismo en la modalidad de pista. Ganó una medalla de bronce en el Campeonato Mundial de Ciclismo en Pista de 1982, en la prueba de keirin.

## Medallero internacional
| Campeonato Mundial | Campeonato Mundial      | Campeonato Mundial | Campeonato Mundial |
| Año                | Lugar                   | Medalla            | Competición        |
| ------------------ | ----------------------- | ------------------ | ------------------ |
| 1982               | Leicester (Reino Unido) | Medalla de bronce  | Keirin (P)         |